# Episodi di Power Rangers Jungle Fury
La prima e unica stagione della serie televisiva Power Rangers Jungle Fury è composta da 32 episodi, trasmessi negli Stati Uniti dal 18 febbraio 2008 e in Italia su Jetix dal 6 luglio 2009.
| n° | Titolo originale           | Titolo italiano                   | Prima TV USA      | Prima TV Italia |
| -- | -------------------------- | --------------------------------- | ----------------- | --------------- |
| 1  | Welcome to the Jungle      | Benvenuti nella giungla - Parte 1 | 18 febbraio 2008  | 6 luglio 2009   |
| 2  | Welcome to the Jungle II   | Benvenuti nella giungla - Parte 2 | 18 febbraio 2008  | 6 luglio 2009   |
| 3  | Sigh of the Tiger          | La furia del Baffalord            | 25 febbraio 2008  | 7 luglio 2009   |
| 4  | A Taste of Poison          | I guerrieri velenosi              | 3 marzo 2008      | 7 luglio 2009   |
| 5  | Can't Win Them All         | Il coraggio di Theo               | 10 marzo 2008     | 8 luglio 2009   |
| 6  | Dance the Night Away       | Questione di ritmo                | 17 marzo 2008     | 8 luglio 2009   |
| 7  | Pizza Slice of Life        | Una congiura contro Dai Shi       | 24 marzo 2008     | 9 luglio 2009   |
| 8  | Way of the Master          | L'arma segreta di Master Phan     | 31 marzo 2008     | 9 luglio 2009   |
| 9  | Good Karma, Bad Karma      | La scelta giusta                  | 21 aprile 2008    | 10 luglio 2009  |
| 10 | Blind Leading The Blind    | La danza dei ventagli             | 27 aprile 2008    | 10 luglio 2009  |
| 11 | Pushed to the Edge         | Il ritorno di Lola                | 5 maggio 2008     | 11 luglio 2009  |
| 12 | One Master Too Many        | Un maestro di troppo              | 12 maggio 2008    | 11 luglio 2009  |
| 13 | Ghost of a Chance          | Dai Shi sfida RJ - Parte 1        | 19 maggio 2008    | 12 luglio 2009  |
| 14 | Ghost of a Chance II       | Dai Shi sfida RJ - Parte 2        | 19 maggio 2008    | 12 luglio 2009  |
| 15 | Bad to the Bone            | Wolfman: L'uomo lupo              | 2 giugno 2008     | 13 luglio 2009  |
| 16 | Friends Don't Fade Away    | Benvenuto Wolf Ranger             | 16 giugno 2008    | 13 luglio 2009  |
| 17 | No 'I' in Leader           | La Legge del capo                 | 23 giugno 2008    | 14 luglio 2009  |
| 18 | True Friends, True Spirits | La vera storia di Flit            | 30 giugno 2008    | 14 luglio 2009  |
| 19 | Path of the Rhino          | La Furia del rinoceronte          | 7 luglio 2008     | 15 luglio 2009  |
| 20 | Dash for the Dagger        | Il destino in un sogno            | 14 luglio 2008    | 15 luglio 2009  |
| 21 | Race to the Nexus          | Corsa verso il Nexus              | 21 luglio 2008    | 16 luglio 2009  |
| 22 | Arise the Crystal Eyes     | Gli occhi di cristallo            | 28 luglio 2008    | 16 luglio 2009  |
| 23 | Fear and the Phantoms      | Il ritorno dei Phantom Beasts     | 4 agosto 2008     | 17 luglio 2009  |
| 24 | Blue Ranger, Twin Danger   | Il fratello di Theo               | 11 agosto 2008    | 17 luglio 2009  |
| 25 | One Last Second Chance     | Il coraggio di RJ                 | 18 agosto 2008    | 18 luglio 2009  |
| 26 | Don't Blow That Dough      | Un quiz per i Rangers             | 29 settembre 2008 | 18 luglio 2009  |
| 27 | Tigers Fall, Lions Rise    | Attacco al Red Ranger             | 6 ottobre 2008    | 19 luglio 2009  |
| 28 | The Spirit of Kindness     | Lo spirito della gentilezza       | 13 ottobre 2008   | 19 luglio 2009  |
| 29 | Maryl and the Monkeys      | Maryl e le scimmie                | 20 ottobre 2008   | 20 luglio 2009  |
| 30 | To Earn Your Stripes       | La scelta finale                  | 27 ottobre 2008   | 20 luglio 2009  |
| 31 | Path of the Righteous      | L'ultima battaglia - Parte 1      | 3 novembre 2008   | 21 luglio 2009  |
| 32 | Now the Final Fury         | L'ultima battaglia - Parte 2      | 3 novembre 2008   | 21 luglio 2009  |

## Benvenuti nella giungla - Parte 1
- Titolo originale: Welcome to the Jungle
- Diretto da:
- Scritto da:

## Benvenuti nella giungla - Parte 2
- Titolo originale: Welcome to the Jungle II
- Diretto da:
- Scritto da:

## La furia del Baffalord
- Titolo originale: Sigh of the Tiger
- Diretto da:
- Scritto da:

## I guerrieri velenosi
- Titolo originale: A Taste of Poison
- Diretto da:
- Scritto da:

## Il coraggio di Theo
- Titolo originale: Can't Win Them All
- Diretto da:
- Scritto da:

## Questione di ritmo
- Titolo originale: Dance the Night Away
- Diretto da:
- Scritto da:

## Una congiura contro Dai Shi
- Titolo originale: Pizza Slice of Life
- Diretto da:
- Scritto da:

## L'arma segreta di Master Phan
- Titolo originale: Way of the Master
- Diretto da:
- Scritto da:

## La scelta giusta
- Titolo originale: Good Karma, Bad Karma
- Diretto da:
- Scritto da:

## La danza dei ventagli
- Titolo originale: Blind Leading The Blind
- Diretto da:
- Scritto da:

## Il ritorno di Lola
- Titolo originale: Pushed to the Edge
- Diretto da:
- Scritto da:

## Un maestro di troppo
- Titolo originale: One Master Too Many
- Diretto da:
- Scritto da:

## Dai Shi sfida RJ - Parte 1
- Titolo originale: Ghost of a Chance
- Diretto da:
- Scritto da:

## Dai Shi sfida RJ - Parte 2
- Titolo originale: Ghost of a Chance II
- Diretto da:
- Scritto da:

## Wolfman: L'uomo lupo
- Titolo originale: Bad to the Bone
- Diretto da:
- Scritto da:

## Benvenuto Wolf Ranger
- Titolo originale: Friends Don't Fade Away
- Diretto da:
- Scritto da:

## La legge del capo
- Titolo originale: No 'I' in Leader
- Diretto da:
- Scritto da:

## La vera storia di Flit
- Titolo originale: True Friends, True Spirits
- Diretto da:
- Scritto da:

## La Furia del rinoceronte
- Titolo originale: Path of the Rhino
- Diretto da:
- Scritto da:

## Il destino in un sogno
- Titolo originale: Dash for the Dagger
- Diretto da:
- Scritto da:

## Corsa verso il Nexus
- Titolo originale: Race to the Nexus
- Diretto da:
- Scritto da:

## Gli occhi di cristallo
- Titolo originale: Arise the Crystal Eyes
- Diretto da:
- Scritto da:

## Il ritorno dei Phantom Beasts
- Titolo originale: Fear and the Phantoms
- Diretto da:
- Scritto da:

## Il fratello di Theo
- Titolo originale: Blue Ranger, Twin Danger
- Diretto da:
- Scritto da:

## Il coraggio di RJ
- Titolo originale: One Last Second Chance
- Diretto da:
- Scritto da:

## Un quiz per i Rangers
- Titolo originale: Don't Blow That Dough
- Diretto da:
- Scritto da:

## Attacco al Red Ranger
- Titolo originale: Tigers Fall, Lions Rise
- Diretto da:
- Scritto da:

## Lo spirito della gentilezza
- Titolo originale: The Spirit of Kindness
- Diretto da:
- Scritto da:

## Maryl e le scimmie
- Titolo originale: Maryl and the Monkeys
- Diretto da:
- Scritto da:

## La scelta finale
- Titolo originale: To Earn Your Stripes
- Diretto da:
- Scritto da:

## L'ultima battaglia - Parte 1
- Titolo originale: Path of the Righteous
- Diretto da:
- Scritto da:

## L'ultima battaglia - Parte 2
- Titolo originale: Now the Final Fury
- Diretto da:
- Scritto da: